# Mérobert
Mérobert (prononcé [meʁobɛʁ] ) est une commune française située à cinquante-cinq kilomètres au sud-ouest de Paris dans le département de l'Essonne en région Île-de-France.
Ses habitants sont appelés les Mérobertois.

## Géographie

### Situation

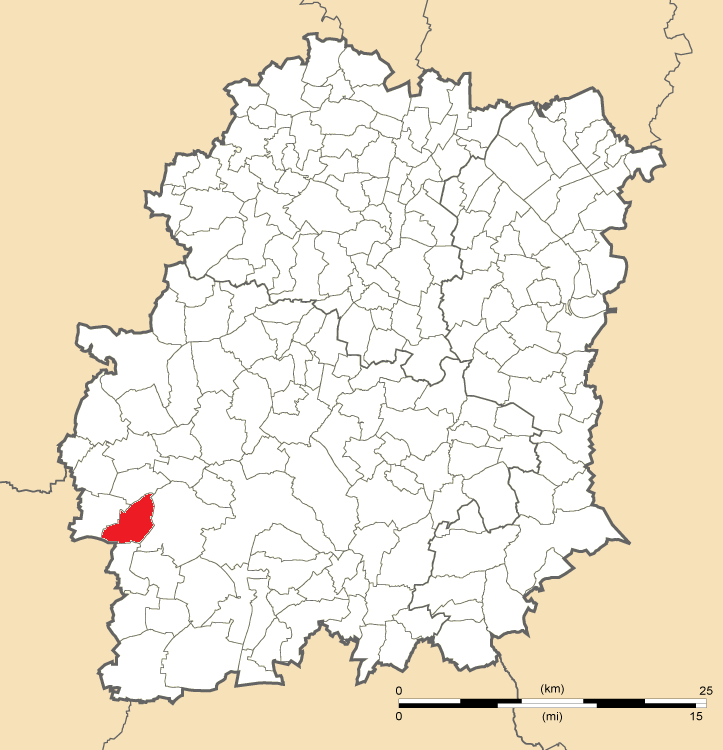
Position de Mérobert en Essonne.

Mérobert est située à cinquante-cinq kilomètres au sud-ouest de Paris-Notre-Dame, point zéro des routes de France, quarante kilomètres au sud-ouest d'Évry, douze kilomètres au sud-ouest d'Étampes, treize kilomètres au sud de Dourdan, vingt-sept kilomètres au sud-ouest d'Arpajon, vingt-sept kilomètres au sud-ouest de La Ferté-Alais, trente-deux kilomètres au sud-ouest de Montlhéry, trente-quatre kilomètres à l'ouest de Milly-la-Forêt, trente-sept kilomètres au sud-ouest de Palaiseau, quarante-et-un kilomètres au sud-ouest de Corbeil-Essonnes.

### Communes limitrophes
| Saint-Escobille         | Plessis-Saint-Benoist  |                  |
|                         | Mérobert               | Chalo-Saint-Mars |
| Oysonville Eure-et-Loir | Congerville-Thionville |                  |

### Lieux-dits et écarts
- Aubray

### Hydrographie
Il n'existe aucun réseau hydrographique de surface.

### Occupation des sols simplifiée
Le territoire de la commune se compose en 2017 de 96,38 % d'espaces agricoles, forestiers et naturels, 0,93 % d'espaces ouverts artificialisés et 2,69 % d'espaces construits artificialisés.

### Climat
Pour des articles plus généraux, voir Climat de l'Île-de-France et Climat de l'Essonne.
En 2010, le climat de la commune est de type climat océanique dégradé des plaines du Centre et du Nord, selon une étude du CNRS s'appuyant sur une série de données couvrant la période 1971-2000. En 2020, Météo-France publie une typologie des climats de la France métropolitaine dans laquelle la commune est exposée à un climat océanique altéré et est dans la région climatique Sud-ouest du bassin Parisien, caractérisée par une faible pluviométrie, notamment au printemps (120 à 150 mm) et un hiver froid (3,5 °C).
Pour la période 1971-2000, la température annuelle moyenne est de 10,7 °C, avec une amplitude thermique annuelle de 15,1 °C. Le cumul annuel moyen de précipitations est de 646 mm, avec 10,7 jours de précipitations en janvier et 7,6 jours en juillet. Pour la période 1991-2020, la température moyenne annuelle observée sur la station météorologique la plus proche, située sur la commune de Sainville à 9 km à vol d'oiseau, est de 11,3 °C et le cumul annuel moyen de précipitations est de 655,5 mm,. Pour l'avenir, les paramètres climatiques de la commune estimés pour 2050 selon différents scénarios d'émission de gaz à effet de serre sont consultables sur un site dédié publié par Météo-France en novembre 2022.

## Urbanisme

### Typologie
Au 1er janvier 2024, Mérobert est catégorisée bourg rural, selon la nouvelle grille communale de densité à sept niveaux définie par l'Insee en 2022.
Elle est située hors unité urbaine. Par ailleurs la commune fait partie de l'aire d'attraction de Paris, dont elle est une commune de la couronne,. Cette aire regroupe 1 929 communes,.

## Toponymie
Mansum Roberti en 1227, Mein Robert au XIIIe siècle.
Mansum Roberti, « maison de campagne, ferme » suivi du nom propre Robert.
La commune fut créée en 1793 avec son nom actuel.

## Histoire
La commune, occupée par l'armée allemande depuis le 15 juin 1940, en est libérée le 17 avril 1944.

## Politique et administration

### Politique locale
La commune de Mérobert est rattachée au canton d'Étampes, représenté par les conseillers départementaux Marie-Claire Chambaret (DVD) et Guy Crosnier (UMP), à l'arrondissement d’Étampes et à la troisième circonscription de l'Essonne.
La commune de Mérobert est enregistrée au répertoire des entreprises sous le code SIREN 219 103 934. Son activité est enregistrée sous le code APE 8411Z.

### Jumelages
La commune de Mérobert n'a développé aucune association de jumelage.

### Tendances et résultats politiques
Élections présidentielles, résultats des deuxièmes tours :
- Élection présidentielle de 2002 : 79,15 % pour Jacques Chirac (RPR), 20,85 % pour Jean-Marie Le Pen (FN), 87,40 % de participation[33].
- Élection présidentielle de 2007 : 71,12 % pour Nicolas Sarkozy (UMP), 28,88 % pour Ségolène Royal (PS), 87,59 % de participation[34].
- Élection présidentielle de 2012 : 67,37 % pour Nicolas Sarkozy (UMP), 32,63 % pour François Hollande (PS), 87,00 % de participation[35].

Élections législatives, résultats des deuxièmes tours :
- Élections législatives de 2002 : 69,62 % pour Geneviève Colot (UMP), 30,38 % pour Yves Tavernier (PS), 65,75 % de participation[36].
- Élections législatives de 2007 : 70,35 % pour Geneviève Colot (UMP), 29,65 % pour Brigitte Zins (PS), 57,93 % de participation[37].
- Élections législatives de 2012 : 68,42 % pour Geneviève Colot (UMP), 31,58 % pour Michel Pouzol (PS), 56,10 % de participation[38].

Élections européennes, résultats des deux meilleurs scores :
- Élections européennes de 2004 : 25,00 % pour Patrick Gaubert (UMP), 12,16 % pour Paul-Marie Coûteaux (MPF) et Marielle de Sarnez (UDF), 40,70 % de participation[39].
- Élections européennes de 2009 : 30,56 % pour Michel Barnier (UMP), 18,06 % pour Daniel Cohn-Bendit (Europe Écologie), 37,62 % de participation[40].

Élections régionales, résultats des deux meilleurs scores :
- Élections régionales de 2004 : 50,83 % pour Jean-François Copé (UMP), 30,42 % pour Jean-Paul Huchon (PS), 69,21 % de participation[41].
- Élections régionales de 2010 : 54,95 % pour Valérie Pécresse (UMP), 45,05 % pour Jean-Paul Huchon (PS), 45,71 % de participation[42].

Élections cantonales, résultats des deuxièmes tours :
- Élections cantonales de 2004 : 66,67 % pour Dominique Écharoux (UMP), 33,33 % pour Brigitte Zins (PS), 69,75 % de participation[43].
- Élections cantonales de 2011 : 68,49 % pour Dominique Écharoux (UMP), 31,51 % pour Maryvonne Boquet (PS), 36,82 % de participation[44].

Élections municipales, résultats des deuxièmes tours :
- Élections municipales de 2001 : données manquantes.
- Élections municipales de 2008 : 249 voix pour Marie-Patricia Lacrampe (?), 242 voix pour Marie-Josèphe Mazure (?), 72,95 % de participation[45].

Référendums :
- Référendum de 2000 relatif au quinquennat présidentiel : 75,41 % pour le Oui, 24,59 % pour le Non, 22,79 % de participation[46].
- Référendum de 2005 relatif au traité établissant une Constitution pour l'Europe : 58,76 % pour le Non, 41,24 % pour le Oui, 76,63 % de participation[47].

## Population et société

### Démographie

#### Évolution démographique
L'évolution du nombre d'habitants est connue à travers les recensements de la population effectués dans la commune depuis 1793. Pour les communes de moins de 10 000 habitants, une enquête de recensement portant sur toute la population est réalisée tous les cinq ans, les populations de référence des années intermédiaires étant quant à elles estimées par interpolation ou extrapolation. Pour la commune, le premier recensement exhaustif entrant dans le cadre du nouveau dispositif a été réalisé en 2005.

En 2022, la commune comptait 635 habitants, en évolution de +5,48 % par rapport à 2016 (Essonne : +2,89 %, France hors Mayotte : +2,11 %).
| 1793 | 1800 | 1806 | 1821 | 1831 | 1836 | 1841 | 1846 | 1851 |
| ---- | ---- | ---- | ---- | ---- | ---- | ---- | ---- | ---- |
| 458  | 446  | 443  | 456  | 465  | 473  | 461  | 432  | 423  |

| 1856 | 1861 | 1866 | 1872 | 1876 | 1881 | 1886 | 1891 | 1896 |
| ---- | ---- | ---- | ---- | ---- | ---- | ---- | ---- | ---- |
| 431  | 435  | 433  | 422  | 424  | 374  | 400  | 387  | 357  |

| 1901 | 1906 | 1911 | 1921 | 1926 | 1931 | 1936 | 1946 | 1954 |
| ---- | ---- | ---- | ---- | ---- | ---- | ---- | ---- | ---- |
| 340  | 346  | 357  | 305  | 329  | 343  | 303  | 288  | 284  |

| 1962 | 1968 | 1975 | 1982 | 1990 | 1999 | 2005 | 2006 | 2010 |
| ---- | ---- | ---- | ---- | ---- | ---- | ---- | ---- | ---- |
| 254  | 250  | 271  | 321  | 413  | 458  | 534  | 533  | 547  |

| 2015 | 2020 | 2022 | - | - | - | - | - | - |
| ---- | ---- | ---- | - | - | - | - | - | - |
| 595  | 630  | 635  | - | - | - | - | - | - |

#### Pyramide des âges
En 2018, le taux de personnes d'un âge inférieur à 30 ans s'élève à 38,0 %, soit en dessous de la moyenne départementale (39,9 %). De même, le taux de personnes d'âge supérieur à 60 ans est de 19,6 % la même année, alors qu'il est de 20,1 % au niveau départemental.
En 2018, la commune comptait 313 hommes pour 306 femmes, soit un taux de 50,57 % d'hommes, légèrement supérieur au taux départemental (48,98 %).
Les pyramides des âges de la commune et du département s'établissent comme suit.
| Hommes | Classe d’âge | Femmes |
| ------ | ------------ | ------ |
| 0,3    | 90 ou +      | 1,0    |
| 3,1    | 75-89 ans    | 3,5    |
| 16,3   | 60-74 ans    | 14,8   |
| 24,5   | 45-59 ans    | 19,0   |
| 18,5   | 30-44 ans    | 23,2   |
| 14,1   | 15-29 ans    | 14,5   |
| 23,2   | 0-14 ans     | 24,1   |

| Hommes | Classe d’âge | Femmes |
| ------ | ------------ | ------ |
| 0,5    | 90 ou +      | 1,4    |
| 5,4    | 75-89 ans    | 7,2    |
| 12,9   | 60-74 ans    | 13,9   |
| 20     | 45-59 ans    | 19,4   |
| 19,9   | 30-44 ans    | 20,1   |
| 20     | 15-29 ans    | 18,2   |
| 21,3   | 0-14 ans     | 19,8   |

### Enseignement
Les élèves de Mérobert sont rattachés à l'académie de Versailles. La commune dispose d'une école élémentaire publique.

### Services publics
La commune dispose sur son territoire d'un centre de secours.

### Lieux de culte
La paroisse catholique de Mérobert est rattachée au secteur pastoral de Saint-Michel-de-Beauce-Étampes et au diocèse d'Évry-Corbeil-Essonnes. Elle dispose de l'église Notre-Dame-de-l'Assomption-de-la-Très-Sainte-Vierge.

### Médias
L'hebdomadaire Le Républicain relate les informations locales. La commune est en outre dans le bassin d'émission des chaînes de télévision France 3 Paris Île-de-France Centre, IDF1 et Téléssonne intégré à Télif.

## Économie

### Emplois, revenus et niveau de vie (2006)
En 2006, le revenu fiscal médian par ménage était de 20 641 €, ce qui plaçait la commune au 2 502e rang parmi les 30 687 communes de plus de cinquante ménages que compte le pays et au 148e rang départemental.
| Répartition des emplois par catégories socioprofessionnelles en 2006. |              |                                           |                                                   |                            |                          |                           |
|                                                                       | Agriculteurs | Artisans, commerçants, chefs d’entreprise | Cadres et professions intellectuelles supérieures | Professions intermédiaires | Employés                 | Ouvriers                  |
| Mérobert                                                              | -            | -                                         | -                                                 | -                          | -                        | -                         |
| Zone d’emploi d’Étampes                                               | 1,8 %        | 6,2 %                                     | 15,1 %                                            | 24,9 %                     | 27,2 %                   | 24,8 %                    |
| Moyenne nationale                                                     | 2,2 %        | 6,0 %                                     | 15,4 %                                            | 24,6 %                     | 28,7 %                   | 23,2 %                    |
| Répartition des emplois par secteurs d’activités en 2006.             |              |                                           |                                                   |                            |                          |                           |
|                                                                       | Agriculture  | Industrie                                 | Construction                                      | Commerce                   | Services aux entreprises | Services aux particuliers |
| Mérobert                                                              | -            | -                                         | -                                                 | -                          | -                        | -                         |
| Zone d’emploi d’Étampes                                               | 2,9 %        | 16,1 %                                    | 6,7 %                                             | 14,8 %                     | 9,2 %                    | 5,8 %                     |
| Moyenne nationale                                                     | 3,5 %        | 15,2 %                                    | 6,4 %                                             | 13,3 %                     | 13,3 %                   | 7,6 %                     |
| Sources : Insee,                                                      |              |                                           |                                                   |                            |                          |                           |

## Culture locale et patrimoine

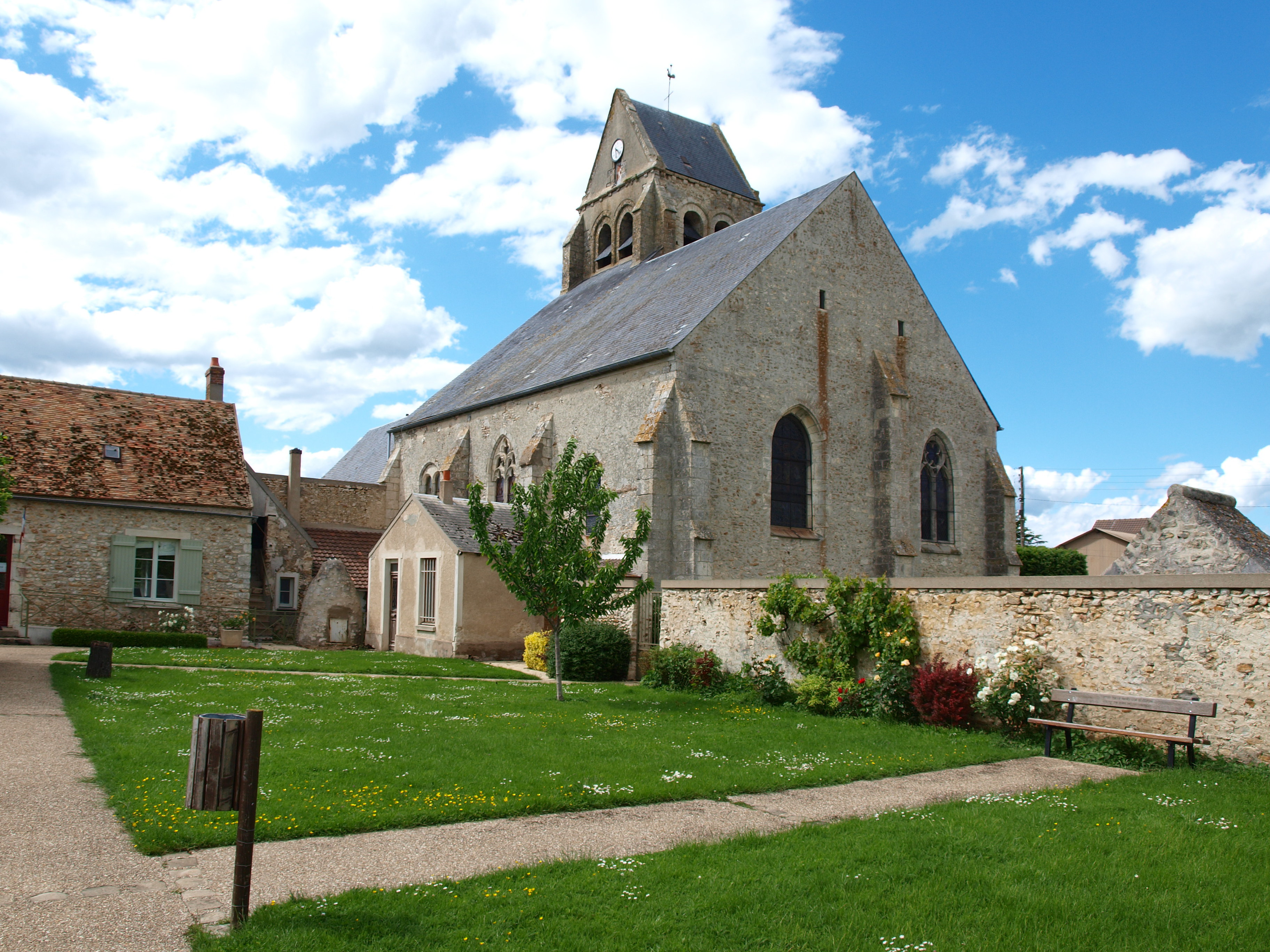
L'église Notre-Dame.

### Lieux et monuments
- L'église Notre-Dame[60].
- Ferme de la Recette, ancien château des Murs et logis seigneurial.

### Patrimoine environnemental
Les bosquets boisés répartis sur le territoire ont été recensés au titre des espaces naturels sensibles par le conseil départemental de l'Essonne.

### Héraldique
| Blason de Mérobert | Blason  | D'azur à la fleur de lys d'argent surmontée de deux roses d'or. |
| Blason de Mérobert | Détails |                                                                 |